# Ружинские
Ружинские — княжеский род в Великом княжестве Литовском, по мнению ряда родословцев — из числа потомков Наримунта. Название получили от посёлка Ружин около Ковеля на Волыни — центра Ружинского удельного княжества, им же принадлежал другой Ружин в Сквирском повете у реки Раставица.

## Происхождение
Существуют несколько теорий о происхождении Ружинских. По одной из них князья Ружинские — потомки Александра Наримунтовича, князя корецкого и ореховского, сына Глеба Наримунта Гедиминовича, внука великого князя литовского Гедимина, который также упоминается как Александр Корьятович, на что обращает внимание Б. Папроцкий. В написанном в XVI веке труде «Herby rycerstwa Polskiego» он указал князей Ружинских потомками волынского князя Александра Корьятовича (ум. ок. 1380). Эту версию разделял Симон Окольский в «Orbis Poloni» (XVII век), считая родоначальником Ружинских корецкого князя Александра Наримунтовича (ум. после 1338). Данная версия была принята Теодором Нарбутом и поддерживается в настоящее время большинством польских и украинских историков. Также заслуживает внимания версия польского историка Юзефа Вольфа, который считает Ружинских потомками турово-пинских князей, то есть Рюриковичами.
У самих князей Ружинских родословных записей не сохранилось. В XVII веке они претендовали на происхождение князя Наримунта Гедиминовича, из-за чего отдельные представители рода стали писаться как Наримунтовичи-Ружинские.

## История
Первым достоверным представителем рода является живший во второй половине XV века князь Иван Ружинский (ум. после 1486). Ружин и прочие земли он или его отец мог получить от Свидригайло Ольгердовича. Его сын Михаил (ум. ок. 1523) по своим имениям Ружин и Роговиче именовался князем Ружинским и Роговицким. После его смерти владения были разделены между тремя сыновьями, от которых пошло три ветви рода.
Родоначальником старшей ветви был князь Иван Михайлович Ружинский (ум. после 1545). Из его четырёх сыновей старший, Михаил (ум. после 1581) был гетманом Войска Запорожского, а третий, Остафий (ум. 1587) — подстаростой черкасским и каневским в 1569—1573, подвоеводой киевским в 1575—1581, а в 1580—1583 — атаманом Войска Запорожского. Из сыновей Остафия двое (Кирик (ум. 1599) и Миколай (ум. 1592) были атаманами Войска Запорожского, а Богдан — гетманом Войска Запорожского, который был прославлен в народных песнях как Чёрный гетман. Единственный сын Кирика, Роман (1575—1610) писался князем Наримунтовичем-Ружинским. Он в 1608 году стал гетманом Лжедмитрия II.
Родоначальником средней ветви был князь Василий Михайлович Ружинский (ум. до 1545). Он оставил двух сыновей, потомство которых неизвестно.
Младшая ветвь рода пошла от князя Фёдора Михайловича Ружинского (ум. до 1545). Его правнуки, Александр и Григорий Михайловичи упомянуты в 1633 году, они писались как князья Бурдиновичи-Ружинские. Об их потомстве ничего не известно.
В Великом княжестве Литвовском род угас в XVII веке, владения Ружинских владения перешли к Костюшковичам и Набелякам. Однако кто-то из князей Ружинских выехал в Москву, где упоминается князь Семён Дмитриевич Ружинский, который был стрелецким полковником. Возможно он был сыном князя Дмитрия Ивановича Ружинского, младшего брата князей Ивана и Остафия Ивановичей. Однако неизвестно, было ли у Семёна потомство.
В поздних генеалогиях от князей Ружинских выводили свой род графы Разумовские. Они указывали, что родоначальником их рода был Якуб Романович Розум, сын князя Романа Кириковича Наримунтовича-Ружинского. Однако документально наличие у Романа сыновей не подтверждается и данная версия в настоящее время отвергнута как позднейшая выдумка.

## Генеалогия
Генеалогия князей Ружинских изучена благодаря работам Юзефа Вольфа и Адама Бонецкого и уточнена в работах Н. Яковенко и Л. Войтовича.
Иван (ум. после 1486), князь Ружинский
- Михаил (ум. ок. 1523), князь Ружинский и Роговицкий
  - Иван (ум. после 1545), князь Ружинский и Роговицкий
    - Михаил (ум. после 1586), гетман Войска Запорожского 1584—1586
      - Ян Наримунтович-Ружинский (ум. после 1633); жена: Екатерина Чацкая
        - (?) Иван (ум. после 1640)

      - Иван (ум. 1621), подстароста белоцерковский 1621
        - Миколай (ум. 1628)
        - Анна (ум. после 1627); муж: Юзеф Якубовский

      - Федора (ум. после 1621); муж: Андрей Чосновский
      - Маруша (ум. после 1621); муж: Александр Залеский
      - (?) Андрей (ум. после 1627)

    - Григорий (ум. до 1577), сотник надворной хоругви войска князей Сангушко
      - Адам Наримунтович-Ружинский (ум. после 1633)

    - Остафий (ум. 1587), подстароста черкасский и каневский 1569—1573, подвоевода киевский 1575—1581, атаман Войска Запорожского 1580—1583; жена: Богдана Олезар-Вовчок
      - Мария; муж: Гордий Сурин
      - Кирик (ум. 1599), атаман Войска Запорожского 1588; 1-я жена: Авдотья Андреевна Куневская; 2-я жена: Ядвига Фальчевская
        - Роман Наримунтович-Ружинский (1575 — 18 апреля 1610), королевский ротмистр, гетман войска Лжедмитрия II с 1608; жена: Софья Карабчевская (ум. 1635/1642)
          - (?) Яков Розум, родоначальник Розумовских

        - Анна (ум. после 1618); 1-й муж: Станислав Надаржинский; 2-й муж: N Древецкий
        - Ядвига (ум. после 1619); 1-й муж: князь Иван Жижемский; 2-й муж: Пётр Свирский; 3-й муж: Адам Тиравский; 4-й муж: Ян Одривольский
        - Елена (ум. после 1618); 1-й муж: Ян Угровецкий; 2-й муж: Самуэль Немста-Славский
        - Анастасия-Томила (ум. до 1611)

      - Маруша; муж: Кшиштоф Косинский (ум. 1593)
      - Миколай (ум. 1592), атаман Войска Запорожского 1587, киевский войский 1591—1592; жена: Гальшка (Елизавета) Стужинская
      - Михаил (ум. после 1592), подвоевода киевский 1586—1587; жена: Райна, дочь Яцека Мисковского
        - Богдан Чёрный гетман (ум. 1576), гетман Войска Запорожского 1575—1576

      - Анна (ум. после 1597); муж: Филипп Бокей Печигойский

    - Дмитрий (ум. после 1583)
      - (?) Семён, стрелецкий полковник на московской службе

  - Василий (ум. до 1545), князь Ружинский и Роговицкий; жена: Анастасия
    - Стефан (ум. после 1577)
    - Михаил (ум. после 1569)
    - Василиса (ум. после 1582); муж: Демьян Мокренский

  - Фёдор (ум. до 1545), князь Ружинский и Роговицкий; жена: Василиса
    - Абрахам (ум. до 1603); жена: Катерина Духневная
      - Григорий (ум. после 1620)
        - (?) Елена (ум. после 1624)

    - Стефан (ум. до 1603)
      - Иван (ум. после 1633)

    - Александр (ум. до 1577)
      - Михаил (ум. до 1603); жена: Регина Стахорская
        - Александр Бурдинович-Ружинский (ум. после 1633)
        - Григорий Бурдинович-Ружинский (ум. после 1633)
- дочь (ум. после 1522); муж: Михаил Клочко